# Igołomia
Igołomia – wieś w Polsce położona w województwie małopolskim, w powiecie krakowskim, w gminie Igołomia-Wawrzeńczyce.
Miejscowość leży przy drodze krajowej nr 79.
W latach 1918–1939 miejscowość administracyjnie należała do województwa kieleckiego. Do 1954 siedziba gminy Igołomia. W latach 1954–1972 wieś należała i była siedzibą władz gromady Igołomia. W latach 1975–1998 miejscowość administracyjnie należała do województwa krakowskiego.
Integralne części miejscowości: Błonie, Luborzyczka.

## Historia
Historia Igołomi sięga średniowiecza. W aktach świętopietrza z lat 1325–1327 znajduje się pierwsza wzmianka o tutejszej parafii. Początkowo parafia znajdowała się pod patronatem benedyktynów tynieckich, od XV w. zaś – Uniwersytetu Krakowskiego. Wówczas wzniesiono tu (ok. 1420) gotycką świątynię, istniejącą do dzisiaj, lecz wielokrotnie przebudowywaną. Pod koniec XVIII w. rodzina Wodzickich wzniosła w Igołomi klasyczny pałac według projektu Piotra Aignera otoczony założeniem parkowym.

## Zabytki
Obiekty wpisane do rejestru zabytków nieruchomych województwa małopolskiego:
- Kościół Narodzenia Najświętszej Marii Panny,
- Pałac Wodzickich,
- Kuźnia w zespole pałacowym. Wnętrze kuźni przedstawił na obrazie „Kucie kos” w cyklu „Polonia” Artur Grottger.

## Wspólnoty wyznaniowe
- Kościół rzymskokatolicki:
  - parafia Narodzenia Najświętszej Marii Panny – Igołomia 124
  - Dom zakonny Zgromadzenia Sióstr Albertynek Posługujących Ubogim i muzeum św. Brata Alberta – Igołomia 32
- Świadkowie Jehowy:
  - zbór Igołomia (Sala Królestwa Igołomia 258)[7].

## Sport
Od 1992 roku w Igołomi istnieje Klub Sportowy „Wiarusy” Igołomia, występujący w niższych klasach rozgrywkowych (w sezonie 2014/15 – w klasie A). W 2006 r. otwarto w Igołomi Wiejski Ośrodek Sportu i Rekreacji obejmujący boiska piłkarskie, siatkarskie i koszykarskie, wraz z niezbędną infrastrukturą.